# 1944 في السعودية
تحتوي هذه المقالة على أهم الأحداث التي شهدتها السعودية في 1944، إضافة إلى أهم الشخصيات السعودية التي وُلدت أو تُوفيت في هذه السنة.

## السياسة

### الحكم
الملك: عبد العزيز بن عبد الرحمن آل سعود

### تعيينات

##### ديسمبر
- 1: الأمير منصور بن عبدالعزيز آل سعود وزيرًا للدفاع و مفتشًا للأمور العسكرية و إلغاء وكالة الدفاع لتصبح وزارة الدفاع.[1]

## أحداث
- تأسيس نادي الاتفاق.[2]
- افتتاح السفارة الأمريكية في مدينة جدة.[3]

### يناير
- 29: افتتاح دار للأيتام بالرياض بأمر من الأمير سعود بن عبدالعزيز ولي العهد الذي أمر ببنائها، وقد أقيم حفل الافتتاح بحضور سعود ولي العهد و ناصر أمير الرياض.[4]

- 31: تغيير اسم كاسوك إلى شركة الزيت العربية الأمريكية، والتي أصبحت تعرف اختصارا باسم شركة أرامكو السعودية.

### فبراير
- 25: المعارف بالمدينة النبوية تقيم حفلة كبرى لتوزيع الشهادات والجوائز على خريجي المدارس الابتدائية وقد تضمن الحفل نشيد و قرآن و كلمة و قصيدة ثم تمثيل رواية تاريخية واختتم الحفل بتوزيع الشهادات والجوائز.[5]

### أبريل
- 7: أهالي و أعيان بلدة شقراء يجمعون تبرعات لطلاب مدرسة شقراء حيث قدم التبرعات كل من: عبدالرحمن السبيعي، ابراهيم الجميح، ابراهيم الصالح المهنا، الحاج عبدالرحمن الجميع، عبدالعزيز الجميح، محمد بن بليهد، محمد بن عبدالله بن هدلق، صالح بن مقرن و محمد بن سعد البواردي وآخرون.[6]

### يوليو
- 21: تمديد معاهدة جدة المعقودة بين المملكة العربية السعودية والحكومة البريطانية حتى سبع سنوات إضافية. [7]

### أغسطس
- 11: حكومة المملكة تقر ترتيبات جديدة في الحج تشمل منع التراخيص للقادمين إلى المراكز الحدود بدون جوازات سفر رسمية ومؤشر عليها من السلطات القنصليةمن اجتياز الحدود، عدم السماح للسيارات الناقلة للحجاج بالسفر منفردة بل عليها السفر في قوافل لا تقل عن خمس سيارات و معها سيارة واحدة احتياطية وأن يكون على كل قافلة رئيس معين بمعرفة السلطات الختصة في البلاد مع كشف مفصل لأسماء الركاب والسواقين والمعاونين كما لا يسمح بزيادة تحميل السيارات سواء بالركاب أو الأغراض مع التنويه على أن السيارات الناقلة للحجاج سيتم تفتيشها من قبل مأمور الأمن العام والجمارك.[8]
- 18: مدرسة الأمراء في الرياض تقيم حفلها السنوي بمناسبة ختم الأمير نواف للقرآن الكريم وبحضور الملك سعود بن عبدالعزيز آل سعود ولي العهد والأمير فيصل و الأمير فيصل بن سعد والأمير مشعل والأمير سلطان.[9]
- 25: معارف الأحساء تقيم مهرجانًا فخمًا وزعت فيه الشهادات الابتدائية على الناجحين برئاسة سمو الأمير سعد بن جلوي وبحضور حوالي ألف شخص. [10]

### سبتمبر
- 1: افتتاح مدرسة الخرج بحضور رؤساء الدوائر وأعيان البلاد منهم وزير المالية السعودي بالإضافة أمير الخرج. [11]
- 29: انتقال دواوين وزارة المالية من الطائف إلى مكة المكرمة للقيام بأعمالهم بالعاصمة كالمعتاد وبعد انتهاء موسم الاصطياف.[12]

### أكتوبر
- 6: مجلس الشورى يصدر قرار بصدد البحارة الأجانب الذين يفدون في غير مدة الموسم ويرغبون السفر إلى مكة والمدينة حيث يسمح لبحارة البواخر الهندية بالطلوع إلى مكة لأداء فريضة الحج وبناء على أمر وزارة المالية.[13]

### نوفمبر
- 17: إنشاء مدرسة دار الحديث بالصفا حيث ستعتمد بتغطية نفاقتها على مساعدات مالية مقدمة من المحسنين و المتبرعين.[14]
- 17: اعلان حكومي من المملكة العربية السعودية للحجاج القاصدين بيت الله الحرام بمنع تصدير قائمة بالمحظورات للتصدير والمسموحات بالتصدير وهي كالتالي: الممنوعة من التصدير تشمل - الأرزاق مثل السكر والشاي، الأقمشة بأنواعها، الخردوات، أدوات السيارة بأنواعها, أدوات الكتابة بأنواها، النحاس بأنواعه، العطارة بأنواعها، بينما الأمور المسموح تصديرها للخارج من قبل الحجاج هي الكولندي والسبح والعطور والمنتجات الداخلية ما عدى السمن و المواشي.[15]

- 26: أمانة العاصمة المقدسة تعلن عن منع إدخال الأغنام إلى منى أيام التشريق حية وذبحها لما ينتج عنه أوساخ و عفونات تضر بالصحة العامة كما تعلن أنه يمنع بقاء شقادف الحجاج في أزقة و شوارع منى أيام التشريق ويجب ادخالها داخل احوشتهم.[16]

### ديسمبر
- 1: الهيئة الطبية تصدر تقريرها بعد انتهاء الحج حيث وضحت أنها أقامت عدة مراكز صحية بين مكة وعرفات توزعت على مشعر منى و مسجد نمرة و البازان و مزدلفة و عرفات والبرك وقد زودت بالأدوية والأدوات الاسعافية و الماء والموظفين كما تم تعيين ثلاثة أطباء للإشراف على مسلخ الأضاحي و منع تسرب الأغنام إلى داخل بلدة منى أو الذبح بين الخيام.[17]

## مواليد
- ممدوح بن سعود بن عبد العزيز آل سعود، لاعب كرة قدم وأحد أبناء الملك سعود بن عبد العزيز آل سعود.
- محمد بن أحمد الرشيد، وزير التربية والتعليم سابقاً.

- تركي السديري، صحفي وكاتب ورئيس تحرير سابق.

## وفيات

### مايو
- 9: فهد بن عبد الرحمن بن فيصل آل سعود، أخ الملك عبد العزيز آل سعود (و. 1871).

### أكتوبر
- 1: سليمان بن عطية، فقيه حنبلي وشاعر (و. 1900).[18][19]